# American Idol Season 11 Highlights (EP của Phillip Phillips)
| Đánh giá chuyên môn | Đánh giá chuyên môn |
| Nguồn đánh giá      | Nguồn đánh giá      |
| Nguồn               | Đánh giá            |
| ------------------- | ------------------- |
| Allmusic            | [ 1 ]               |

American Idol Season 11 Highlights là một đĩa mở rộng tuyển chọn của Phillip Phillips, dựa trên một số các màn biểu diễn của anh trong chương trình American Idol. EP này được phát hành độc quyền thông qua Walmart dưới định dạng CD và có chứa một số bản thu âm của anh trong quá trình tham gia American Idol mùa thứ 11. Các bản thu âm gồm một bản song ca của anh với Elise Testone; bài hát giúp anh giành chiến thắng quán quân trong chương trình, Home và một số màn biểu diễn nhận được phản hồi tích cực từ ban giám khảo của chương trình. Một số EP tương tự của các thí sinh đồng có mặt trong Top 5 của chương trình, Jessica Sanchez, Joshua Ledet, Hollie Cavanagh và Skylar Laine cũng được phát hành thông qua Walmart. Tính đến tháng 9 năm 2012, EP của Phillip Phillips đã bán được 82000 bản.

## Danh sách và thứ tự các bài hát
| STT              | Nhan đề                                                      | Bài hát gốc của các nghệ sĩ | Thời lượng |
| ---------------- | ------------------------------------------------------------ | --------------------------- | ---------- |
| 1.               | "Home"                                                       | Phillip Phillips            | 3:29       |
| 2.               | "Superstition"                                               | Stevie Wonder               | 5:13       |
| 3.               | "Volcano"                                                    | Damien Rice                 | 4:06       |
| 4.               | "We've Got Tonight"                                          | Bob Seger                   | 4:09       |
| 5.               | "Stop Draggin' My Heart Around" (song ca cùng Elise Testone) | Stevie Nicks & Tom Petty    | 2:34       |
| Tổng thời lượng: | Tổng thời lượng:                                             | Tổng thời lượng:            | 19:31      |

## Phân công sản xuất
Danh sách phân công sản xuất
| - Phillip Phillips - Nghệ sĩ chính - Patricia Sullivan Fourstar - Chỉ đạo - Brian "Big Bass" Gardner - Chỉ đạo - Greg Holden - Soạn nhạc - Alvertis Isbell - Soạn nhạc - Allen Jones - Soạn nhạc - Damien Rice - Soạn nhạc - Drew Pearson - Soạn nhạc, kĩ thuật, sản xuất - Otis Redding - Soạn nhạc - Rober Seger - Soạn nhạc - Stevie Wonder - Soạn nhạc - Jose Alcantar - Kĩ thuật, phối, hát - Todd Bergman - Kĩ thuật - Jay Bicknell - Trợ lý kĩ thuật - Chris Cheney - Kĩ thuật - Ray Chew - Sản xuất - Brady Cohan - Ghi-ta - Adam Comstock - Kĩ thuật - Tanya Diona - Sản xuất về giọng hát - Beau Dozier - Sản xuất về giọng hát - Kevin Feller - Trợ lý kĩ thuật, kĩ thuật - Ed Goodreau - Phối hợp sản xuất - Russell Graham - Ghi-ta, bàn phím - Jaynell Grayson - Điều phối viên ban nhạc - Josh Gudwin - Kĩ thuật | - Rex Hardy Jr. - Trống - Kuk Harrell - Sản xuất về giọng hát - Andy Hayes - Kĩ thuật - Phil Kaffel - Phối - Nathan Kruse - Trợ lý kĩ thuật - Jesschelle Mangbitang - Hát đệm - Harvey Mason Jr. - Sản xuất về giọng hát - Chas McElhaney - Trợ lý kĩ thuật - Johnathan Merrit - Kĩ thuật - Bryan Morton - Kĩ thuật - Sejo Nevajas - Kĩ thuật - Tal Oz - Kĩ thuật - Artie Reynolds - Trống - Jon Rezin - Kĩ thuật - Marco Ruiz - Trợ lý kĩ thuật - Will Sandalls - Phối - Chris Shilakes - Trợ lý kĩ thuật - Antonio Sol - Hát đệm - Jessie Taub - Kĩ thuật - Kyle Vandekerkhoff - Trợ lý kĩ thuật, kĩ thuật - Orlando Vitto - Phối - Dustin Wallen - Trợ lý kĩ thuật - Nolan Westcott - Kĩ thuật - Daniel "The Goat" Williams - Kĩ thuật - Jim Wirt - Sản xuất về giọng hát - Ritchie Zito - Sản xuất về giọng hát |

## Vị trí trên các bảng xếp hạng
| Bảng xếp hạng (2012)           | Vị trí cao nhất | Chú thích |
| ------------------------------ | --------------- | --------- |
| Mĩ (Billboard 200)             | 25              | [ 5 ]     |
| Mĩ (Billboard Top Rock Albums) | 5               | [ 6 ]     |